# Fuerzas Armadas de Turkmenistán
Las Fuerzas Armadas de Turkmenistán (turcomano: Türkmenistanyň Ýaragly Güýçleri), conocidas informalmente como Ejército Nacional de Turkmenistán (turcomano: Türkmenistanyň Milli goşun) es el ejército nacional de Turkmenistán. Se compone de las Fuerzas Terrestres, las Fuerzas Aéreas y de Defensa Antiaérea, la Armada y otras formaciones independientes (Tropas Fronterizas, Tropas Interiores y Guardia Nacional).

## Historia

### Inicios
Tras la caída de la Unión Soviética, importantes elementos del Distrito Militar de Turkestán de las Fuerzas Armadas soviéticas permanecieron en territorio turcomano, incluidas varias divisiones de fusiles motorizados; al parecer las tres divisiones eran el 58.º, 88.º y 209.º del Centro de Entrenamiento de Distrito (antiguo 61º MRD de Entrenamiento) en Ashjabad. En junio de 1992, el nuevo gobierno ruso firmó un tratado bilateral de defensa con Turkmenistán, alentando al nuevo gobierno turkmeno a crear sus propias fuerzas armadas, pero estipulando que debían estar bajo un mando conjunto.
La Biblioteca del Congreso de Estados Unidos Country Studies afirmó que "el Tratado de Medidas Conjuntas firmado por Rusia y Turkmenistán en julio de 1992 establecía que la Federación Rusa actuaría como garante de la seguridad de Turkmenistán y convertía a las antiguas unidades del ejército soviético en la república en la base de las nuevas fuerzas armadas nacionales. El tratado estipulaba que, aparte de las tropas fronterizas y las unidades de la fuerza aérea y de defensa antiaérea que permanecerían bajo control ruso, todas las fuerzas armadas estarían bajo mando conjunto, que gradualmente pasaría a ser mando exclusivo de Turkmenistán en un periodo de diez años. Durante un periodo transitorio de cinco años, Rusia proporcionaría apoyo logístico y pagaría a Turkmenistán por el derecho a mantener instalaciones especiales, mientras que Turkmenistán correría con los gastos de alojamiento, servicios públicos y administración".
Según el Informe de Defensa de Moscú del Centro de Análisis de Estrategias y Tecnologías, en 1992-93 Turkmenistán intentó crear una pequeña fuerza armada nacional basada en el antiguo Ejército 52.º (Unión Soviética), que se encontraba en el país y dependía del apoyo de Rusia. De las 300 formaciones y unidades, que sumaban 110.000 personas, 200 fueron transferidas al mando de Turkmenistán, 70 permanecieron bajo jurisdicción rusa y 30 fueron retiradas o desmovilizadas.
En 1994, el jefe de Estado Mayor y primer viceministro de defensa era el general de división Annamurat Soltanov, un oficial de carrera que había servido en Cuba y Afganistán; otro viceministro de defensa, el general de división Begdzhan Niyazov, había sido administrador de las fuerzas de seguridad antes de su nombramiento. Entre los mandos rusos se encontraban el General de División Viktor Zavarzin, jefe de Estado Mayor y Primer Vicecomandante del Ejército de Armas Combinadas Separado de Turkmenistán, y el Comandante del Ejército de Armas Combinadas Separado de Turkmenistán y Viceministro de Defensa, Teniente General Nikolai Kormiltsev. El General de División ruso Vladislav Shunevich, sirvió junto con el General de División turkmeno, Akmurad Kabulov, como comandantes conjuntos de las tropas fronterizas de la Guardia Fronteriza de Turkmenistán. En virtud de un tratado bilateral de cooperación militar de 1993, unos 2.000 oficiales rusos sirvieron en Turkmenistán bajo contrato, y las fuerzas fronterizas (unas 5.000 en 1995) están bajo mando conjunto ruso y turkmeno. En total, unos 11.000 soldados rusos permanecían en Turkmenistán a mediados de 1996".

### Política militar de Niyazov
El ejército de Turkmenistán está considerado como el más neutral de todas las antiguas repúblicas de la Unión Soviética. El ejército del país no firmó el Tratado de Taskent en mayo de 1992, convirtiéndose en observador en el Consejo de Ministros de Defensa de la CEI. La primera doctrina militar de Turkmenistán se adoptó en 1994 para hacer cumplir este principio. La política neutral de Turkmenistán también se puso de relieve en relación con la guerra afgana de 1996, manteniendo una relación equilibrada tanto con los talibanes como con el gobierno afgano. Tras los atentados terroristas del 11 de septiembre, las tropas de la coalición no aparecieron en territorio turcomano. El presidente Niyazov se negó a facilitar al gobierno alemán una base para almacenar aviones alemanes, argumentando que el país pretende seguir ateniéndose a los principios de neutralidad. 
En 2002, se creó un "ejército laboral" por orden de Niyazov que vio la creación de unidades militares laborales especializadas. Los soldados de estas unidades empezaron a ser enviados desde las unidades militares a empresas, obras de construcción y hospitales como mano de obra barata, quedando fuera de la jurisdicción del Ministerio de Defensa.

### Desde 2006
Jane's Information Group afirmó en 2009 que "el ejército de Turkmenistán está, incluso para los estándares de Asia Central, mal mantenido y financiado".
Semanas después de su investidura para su primer mandato, el presidente Gurbanguly Berdimuhamedov anunció su decisión de refrendar la segunda doctrina militar del país, declarando oficialmente la neutralidad y afirmando que la frontera con Afganistán será una prioridad de seguridad nacional. En 2016, Berdimuhamedov adoptó una nueva doctrina militar. En noviembre de 2018, el presidente Berdimuhamedov la reiteró en una sesión del Consejo de Seguridad del Estado.

## Jerarquía militar

### Ministerio de Defensa
El Ministerio de Defensa de Turkmenistán es un organismo gubernamental de las fuerzas armadas que se encarga de ejecutar las políticas de defensa en Turkmenistán. Fue fundado en enero de 1992 con la ayuda de las Fuerzas Armadas rusas. La mayoría de los empleados originales eran funcionarios soviéticos retirados del Partido Comunista de la República Socialista Soviética de Turkmenistán.

### Estado Mayor

#### Estructura
- Comando de las Fuerzas Terrestres
- Departamento de las Fuerzas de Misiles y Artillería
- Departamento de Fuerzas Aéreas y Comando de Fuerzas de Defensa Aérea
- Departamento de Tropas de Comunicación
- Departamento de Tropas de Ingeniería
- Departamento de Formación de Especialistas de las Fuerzas Armadas de Turkmenistán
- Departamento de Formaciones Especializadas

#### Lista de los Jefes del Estado Mayor
El Jefe del Estado Mayor de las Fuerzas Armadas de Turkmenistán es el militar de más alto rango en el ejército, siendo responsable de mantener el mando operativo de las fuerzas armadas y sus tres ramas principales.

## Organización militar
Las Fuerzas Armadas territoriales de Turkmenistán están divididas en 5 distritos militares de acuerdo con la división administrativa del país en 5 regiones:
- Distrito militar de Ahal
- Distrito Militar de los Balcanes
- Distrito militar de Daşoguz
- Distrito Militar de Lebap
- Distrito Militar de Mary

Cada distrito militar incluye órganos de mando y control militar de distrito, unidades militares, unidades y subunidades militares individuales, comisarías militares de etrapas y ciudades con derechos de etrapa. Las Tropas de Defensa Territorial de Turkmenistán también cumplen funciones regionales.

## Fuerzas terrestres

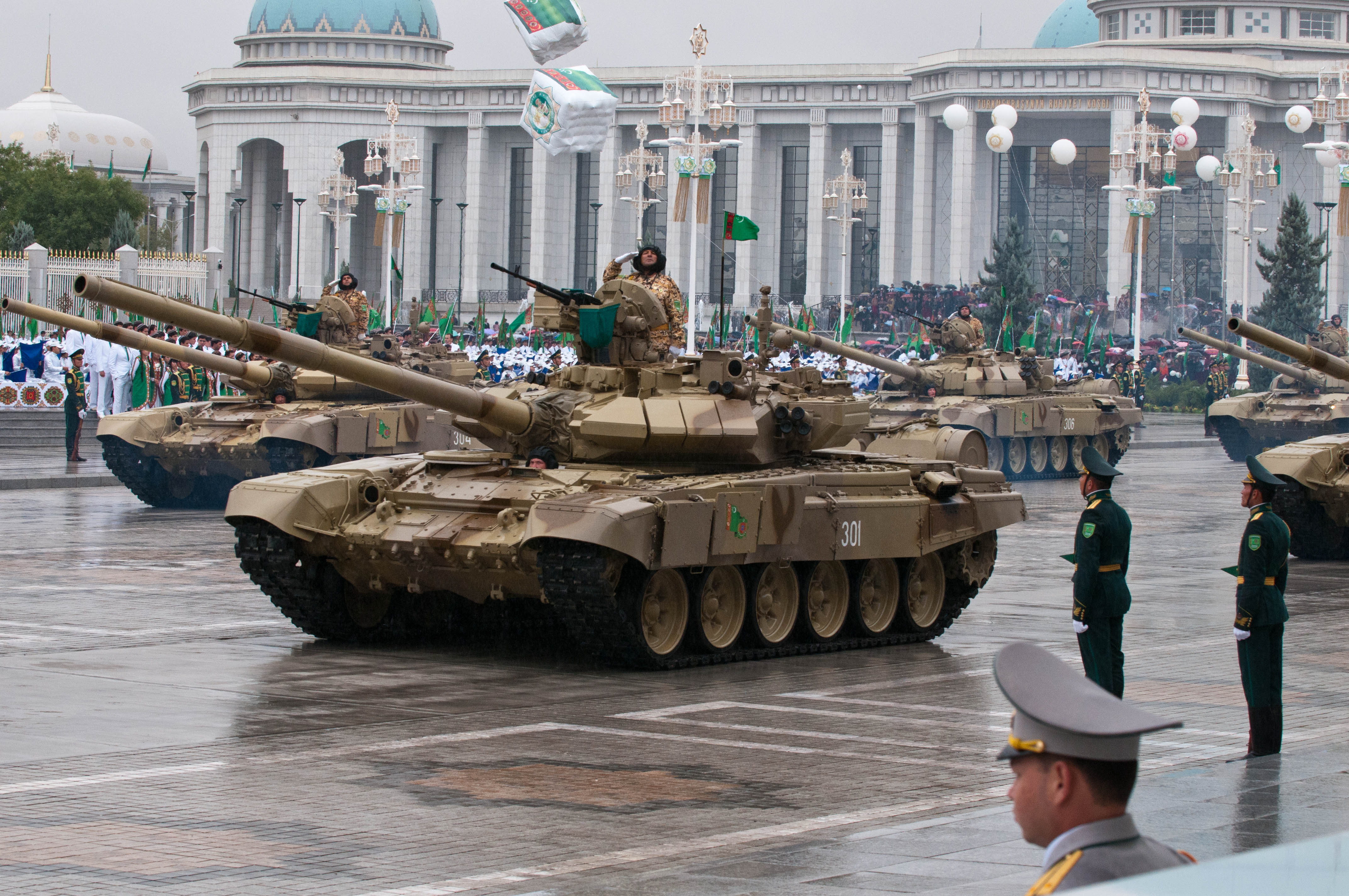
Unidades T-90SA y T-72UMG.

Las fuerzas terrestres turcomanas heredaron varias divisiones de fusiles motorizados del Distrito Militar de Turkestán de las Fuerzas Armadas Soviéticas, que formaron la base de la rama. Entre ellas se encontraba la 58.ª División de Fusiles a Motor de Kyzyl-Arvat.En la actualidad, las fuerzas terrestres incluyen la 2.ª, 3.ª, 11.ª y 22.ª Divisiones de Fusileros Motorizados.La 11.ª División de Fusileros Motorizados "Sultán Sanjar" es la antigua 88.ª División de Fusileros Motorizados soviética, con cuartel general en Kushka/Serhetabat. En enero de 2007 se informó de que en el mar Caspio y la zona costera a una profundidad de 350 kilómetros, y en la frontera turcomano-iraní se encuentra alrededor del 90% del Ejército (22.ª División Motorizada en la costa del Caspio, 2.ª y 3.ª divisiones motorizadas en la frontera turcomano-iraní, 11.ª División Motorizada en la frontera tayiko-afgana).
El número de vehículos es de alrededor de 2.000, el número de tanques es de aproximadamente 700 y el número de piezas de artillería es de unos 560. El equipamiento de las fuerzas terrestres de Turkmenistán incluye 702 T-72, y 10 T-90, encargados en 2009 por aproximadamente 30 millones de dólares. Los AIFV / APC incluyen BTR-60/BTR-70/BTR-80 - 829, BMP-1/BMP-2 - 930, BRM-1 12, y BRDM-2 - 170. En 2021 Turkmenistán tiene previsto recibir de Serbia un lote de vehículos blindados Lazar 3 8x8.

## Fuerza Aérea
Según el IISS (International Institute for Strategic Studies; Instituto Internacional de Estudios Estratégicos) en 2012, la Fuerza Aérea contaba con 3.000 efectivos y 94 aviones con capacidad de combate. El número total de aviones ronda los 120. Dijo que había dos escuadrones de caza/ataque terrestre con MiG-29/MiG-29UB (un total de 24 de ambos tipos), Sukhoi Su-17 Fitter-Bs (65) y dos Sukhoi Su-25 Frogfoots (con 41 más en proceso de reacondicionamiento).Informó de un escuadrón de transporte con Antonov An-26 'Curl' (1), y Mi-8s y Mi-24s (8 y 10 listados en servicio respectivamente). Las unidades de entrenamiento contaban con Sukhoi Su-7 Fitter-As (3 en servicio) y L-39 Albatross. Las unidades de misiles de defensa antiaérea contaban con SA-2, SA-3 y SA-5.
Unidades: 

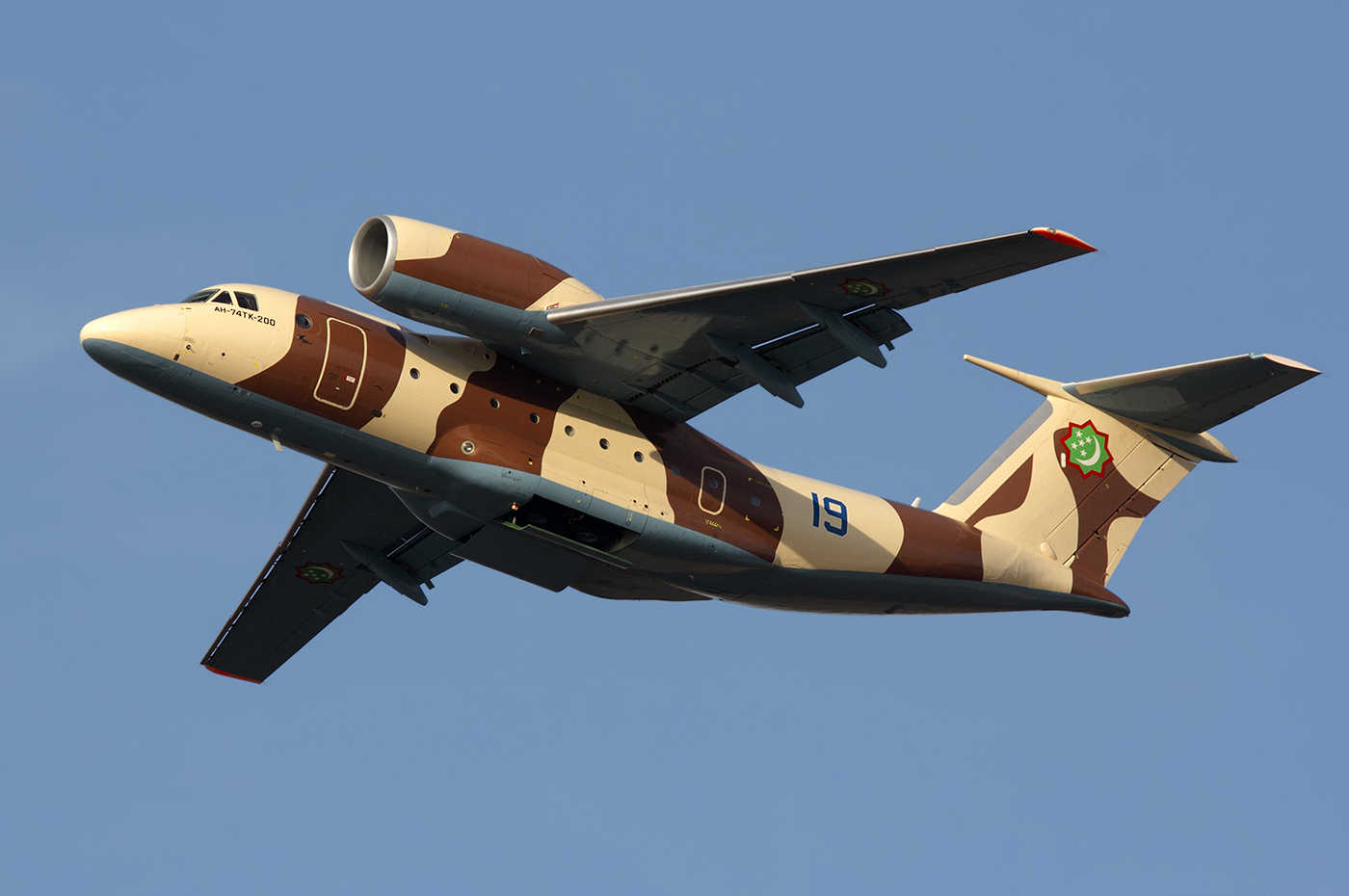
Turkmenistán Antonov An-74TK-200

- 99.ª Base de Aviación (antiguo 67.º Regimiento Mixto de Aviación) (base aérea Mary-2) con MiG-29 y Su-25.[21]
- 47.º Escuadrón de Aviación Mixto Separado (Аkdepe/Asjabad) con Аn-26/24, Mi-24 y Mi-8.
- 107.º Regimiento de Aviación de Caza (Akdepe) con 38 MiG-23 y 20 MiG-25 (no operativos).
- 31.º Escuadrón de Aviación Independiente (Chardzhou o Turkmenabad) con MiG-21, Su-7, L-39, Yak-28 y Аn-12 (no operativo). Antiguo 366.º Escuadrón Independiente de Helicópteros.
- 55.º Regimiento de Aviación de Caza (Balkanabat) con MiG-23М (no operativo). Antiguo 179.º Regimiento de Aviación de Caza.
- 56.ª Base de Almacenamiento (Kyzyl-Arvat) con MiG-23. Antiguo 217.º Regimiento de Aviación de Caza/Bombarderos.
- 1.er Regimiento de Misiles Antiaéreos "Turkmenbashi" (Bikrova/Asjabad) con 2K11 Krug.
- 2.ª Brigada Radiotécnica

## Fuerza Naval

Bandera de la Marina turcomana

Las fuerzas navales turcomanas están dirigidas actualmente por el Ministerio de Defensa y constan de unos 700 militares y dieciséis patrulleras. El Servicio de Investigación del Congreso, citando al Instituto Internacional de Estudios Estratégicos, informa de un número de seis patrulleras.
El Instituto Internacional de Estudios Estratégicos informó en 2007 de que Turkmenistán tenía intención de formar una armada y disponía de una base menor en Turkmenbashi con un cúter de la clase USCG Point y cinco patrulleras de la clase Kalkan.Jane's Fighting Ships 2001-2002 informó de que el cúter de clase Point era el Merjin, PB-129, (ex Point Jackson, 82378), que fue transferido el 30 de mayo de 2000.
El país adquirió cuatro barcos lanzamisiles en 2011. En 2014 adquirió 10 patrulleras de la clase Tuzla, todas ellas entregadas en 2015.
En 2012, Turkmenistán anunció sus primeras maniobras navales en el mar Caspio, programadas para principios de septiembre. Denominados Hazar-2012 (Hazar es el nombre turco del mar Caspio), estos ejercicios tácticos se produjeron tras un verano de tensiones algo mayores con Azerbaiyán por los yacimientos de gas natural en una parte disputada del mar.

## Otras fuerzas de seguridad

### Türkmen Edermen
El Grupo Especial "Türkmen Edermen" ("Turcomanos Valientes" en español) es una unidad militar compuesta por las fuerzas armadas y las fuerzas del orden nacionales, como el Ministerio de Asuntos Internos, el Servicio de Fronteras Estatales y el Ministerio de Seguridad Nacional.

### Servicio de Seguridad Presidencial

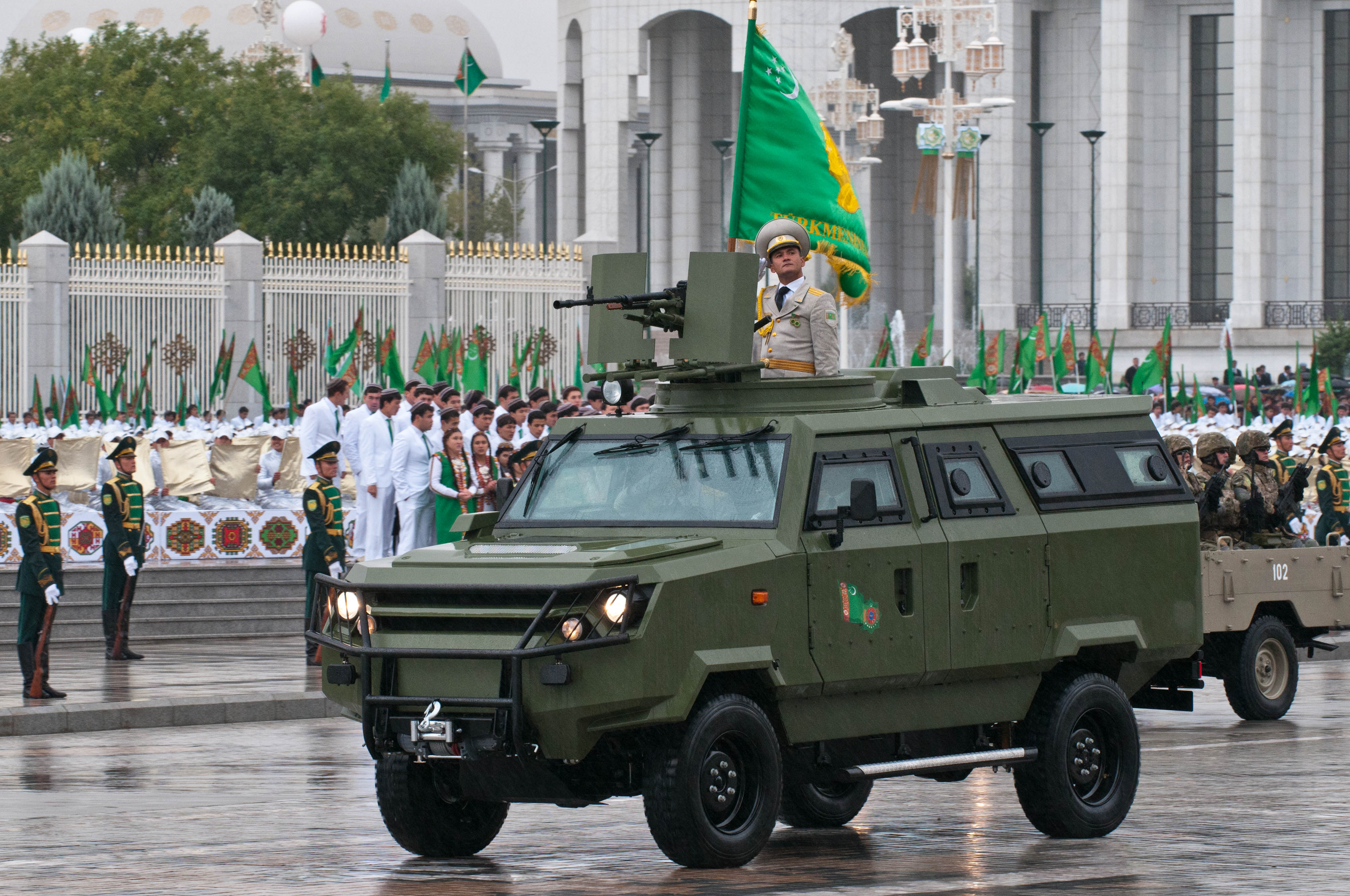
Un vehículo del servicio de seguridad en 2011

El Servicio de Seguridad Presidencial (en turcomano: Prezidentiniň howpsuzlyk gullugy) es responsable de garantizar la protección y la seguridad del presidente. Creado en noviembre de 1990, es un órgano que depende directamente del Presidente de Turkmenistán y no forma parte del Ministerio de Defensa. Durante las visitas de Estado a países extranjeros, el servicio proporciona al menos 10 agentes para proteger al presidente. El Servicio de Seguridad Presidencial está compuesto actualmente por 2.000 empleados.

### Guardia fronteriza
El Servicio Estatal de Fronteras de Turkmenistán es un departamento de servicio público del gobierno del país y está bajo el mando del Ministerio de Seguridad Nacional de Turkmenistán. Entre las principales tareas del servicio figuran las siguientes: protección de la frontera nacional del país, lucha contra el terrorismo internacional y el narcotráfico, lucha contra la inmigración ilegal y el tráfico de personas, y protección de las plataformas y oleoductos de petróleo y gas en el Mar Caspio. El jefe del servicio es miembro del Consejo de Comandantes de la Guardia de Fronteras de la Comunidad de Estados Independientes (CEI: Commonwealth of Independent States).

### Tropas internas
Las Tropas internas dependen del Ministerio de Asuntos Internos. Su misión es mantener la ley y el orden y hacer respetar el statu quo en términos de soberanía estatal. Ayuda a la Policía Nacional de Turkmenistán en sus actividades cotidianas, con una organización similar a la de las fuerzas terrestres.

### Rangos

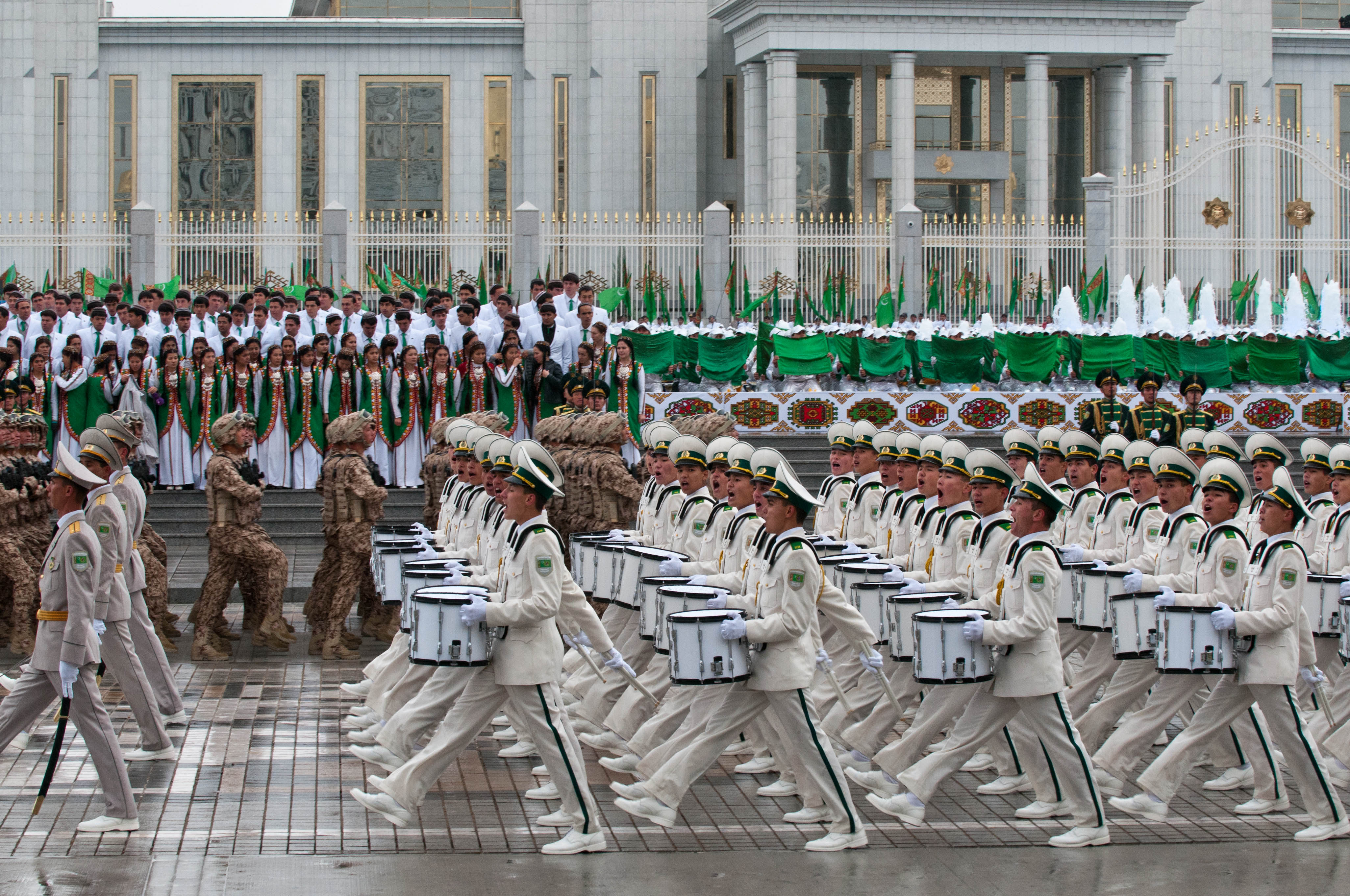
El cuerpo de tambores de la 1.ª Escuela Militar Especializada Berdimuhamed Annayev.

## Equipamiento
| Nombre                                                           | Foto    | Origen                 | En servicio   | Notas |
| Tanques                                                          | Tanques | Tanques                | Tanques       | Tanques |
| ---------------------------------------------------------------- | ------- | ---------------------- | ------------- | --- |
| T-72 Ural (Modelo antiguo)                                       |         | Unión Soviética        | No disponible | [ 37 ] |
| T-72 Ural (Modelo reciente)                                      |         | Unión Soviética        | No disponible | [ 37 ] |
| T-72A (Modelo antiguo)                                           |         | Unión Soviética        | No disponible | [ 37 ] |
| T-72A (Modelo reciente)                                          |         | Unión Soviética        | No disponible | [ 37 ] |
| T-72AV                                                           |         | Unión Soviética        | No disponible | [ 37 ] |
| T-72UMG                                                          |         | Ucrania                | No disponible | [ 37 ] |
| T-90S                                                            |         | Rusia                  | No disponible | [ 37 ] |
| Vehículos blindados de combate                                   |         |                        |               | |
| BRDM-2                                                           |         | Unión Soviética        | No disponible | [ 37 ] |
| Vehículos de combate de infantería                               |         |                        |               | |
| BMP-1(P)                                                         |         | Unión Soviética        | No disponible | [ 37 ] |
| BMP-1U 'Shkval'                                                  |         | Ucrania                | No disponible | [ 37 ] |
| BMP-2 Obr. 1980                                                  |         | Unión Soviética        | No disponible | [ 37 ] |
| BMP-2D                                                           |         | Unión Soviética        | No disponible | [ 37 ] |
| BMP-3                                                            |         | Rusia                  | No disponible | [ 37 ] |
| BTR-80A                                                          |         | Rusia                  | No disponible | [ 37 ] |
| BTR-80U                                                          |         | Ucrania                | No disponible | [ 37 ] |
| Lazar-3                                                          |         | Serbia                 | No disponible | Ministerio de Seguridad Nacional.                                                                             |
| Vehículos blindados de transporte de tropas                      |         |                        |               | |
| BTR-70                                                           |         | Unión Soviética        | No disponible | [ 37 ] |
| BTR-80                                                           |         | Unión Soviética        | No disponible | [ 37 ] |
| Vehículos resistentes a las minas y protegidos contra emboscadas |         |                        |               | |
| KamAZ-63968 Typhoon                                              |         | Rusia                  | No disponible | [ 37 ] |
| BMC Kirpi                                                        |         | Turquía                | No disponible | Servicio de Fronteras Estatales y Fuerzas Terrestres.                                                         |
| BMC Vuran                                                        |         | Turquía                | No disponible | Servicio de Fronteras Estatales.                                                                              |
| Vehículos de movilidad de infantería                             |         |                        |               | |
| Otokar Ural                                                      |         | Turquía                | No disponible | Ministerio de Asuntos Internos.                                                                               |
| Otokar Cobra                                                     |         | Turquía                | No disponible | Servicio de Fronteras Estatales.                                                                              |
| BMC Amazon                                                       |         | Turquía                | No disponible | Servicio de Fronteras Estatales.                                                                              |
| INKAS Titan-DS                                                   |         | Emiratos Árabes Unidos | No disponible | Servicio de Fronteras Estatales y Fuerzas Terrestres.                                                         |
| NIMR Ajban 440A                                                  |         | Emiratos Árabes Unidos | No disponible | [ 37 ] |
| NIMR Ajban LRSOV                                                 |         | Emiratos Árabes Unidos | No disponible | [ 37 ] |
| Al Shibl 2                                                       |         | Arabia Saudita         | No disponible | [ 37 ] |
| Plasan StormRider                                                |         | Israel                 | No disponible | Ministerio de Seguridad Nacional.                                                                             |
| IMI CombatGuard                                                  |         | Israel                 | No disponible | [ 37 ] |
| Bars                                                             |         | Bielorrusia            | No disponible | [ 37 ] |
| Iveco LMV                                                        |         | Italia                 | No disponible | Ministerio de Seguridad Nacional.                                                                             |
| PMV Survivor II                                                  |         | Austria                | No disponible | Servicio de Fronteras Estatales y Ministerio de Asuntos Internos.                                             |
| KLTV                                                             |         | Corea del Sur          | No disponible | Servicio de Fronteras Estatales.                                                                              |
| Dongfeng EQ2050                                                  |         | China                  | No disponible | [ 37 ] |
| Vehículos tácticos y técnicos                                    |         |                        |               | |
| Polaris DAGOR                                                    |         | Estados Unidos         | No disponible | [ 37 ] |
| Polaris MRZR                                                     |         | Estados Unidos         | No disponible | [ 37 ] |
| Polaris MV850 ATV 4x4                                            |         | Estados Unidos         | No disponible | [ 37 ] |
| Polaris MV850 ATV 6x6                                            |         | Estados Unidos         | No disponible | [ 37 ] |
| Toyota Land Cruiser                                              |         | Japón                  | No disponible | [ 37 ] |
| Vehículo de Ingeniería de Combate                                |         |                        |               | |
| IMR-2(M)                                                         |         | Unión Soviética        | No disponible | [ 37 ] |
| Puente de mando                                                  |         |                        |               | |
| MTU-55                                                           |         | Unión Soviética        | No disponible | [ 37 ] |
| Transporte anfibio sobre cadenas                                 |         |                        |               | |
| PTS-2                                                            |         | Unión Soviética        | No disponible | [ 37 ] |
| Cazaminas                                                        |         |                        |               | |
| GMZ-3                                                            |         | Unión Soviética        | No disponible | [ 37 ] |
| Vehículo de limpieza química                                     |         |                        |               | |
| TMS-65U                                                          |         | Unión Soviética        | No disponible | [ 37 ] |
| Sistemas de misiles antitanque autopropulsados                   |         |                        |               | |
| 9P133 Malyutka                                                   |         | Unión Soviética        | No disponible | [ 37 ] |
| 9P149 Shturm-S                                                   |         | Unión Soviética        | No disponible | [ 37 ] |
| Caracal Shershen-Q                                               |         | Bielorrusia            | No disponible | [ 37 ] |
| Artillería de remolque                                           |         |                        |               | |
| 100mm MT-12                                                      |         | Unión Soviética        | No disponible | [ 37 ] |
| 122mm D-30                                                       |         | Unión Soviética        | No disponible | [ 37 ] |
| 152mm D-20                                                       |         | Unión Soviética        | No disponible | [ 37 ] |
| 152mm 2A65 Msta-B                                                |         | Unión Soviética        | No disponible | [ 37 ] |
| 152mm 2A36 Giatsint-B                                            |         | Unión Soviética        | No disponible | [ 37 ] |
| Artillería autopropulsada                                        |         |                        |               | |
| 122mm 2S1 Gvozdika                                               |         | Unión Soviética        | No disponible | [ 37 ] |
| 152mm 2S3 Akatsiya                                               |         | Unión Soviética        | No disponible | [ 37 ] |
| Lanzacohetes múltiple                                            |         |                        |               | |
| 122mm 9P122 'Grad-P'                                             |         | Unión Soviética        | No disponible | [ 37 ] |
| 122mm BM-21 'Grad'                                               |         | Unión Soviética        | No disponible | [ 37 ] |
| 122mm BM-21A BelGrad                                             |         | Bielorrusia            | No disponible | Servicio de Fronteras Estatales y Fuerzas Terrestres.                                                         |
| 122mm RM-70                                                      |         | República Checa        | No disponible | [ 37 ] |
| 220mm BM-27 Uragan                                               |         | Unión Soviética        | No disponible | [ 37 ] |
| 300mm BM-30 Smerch                                               |         | Rusia                  | No disponible | [ 37 ] |
| Cohetes de artillería                                            |         |                        |               | |
| 9K52 Luna-M                                                      |         | Unión Soviética        | No disponible | Probablemente fuera de servicio.                                                                              |
| Misiles balísticos                                               |         |                        |               | |
| R-17 Scud-B                                                      |         | Unión Soviética        | No disponible | Probablemente fuera de servicio.                                                                              |
| Cañones antiaéreos (autopropulsados)                             |         |                        |               | |
| 23mm ZU-23                                                       |         | Unión Soviética        | No disponible | Servicio de Fronteras Estatales y Fuerzas Terrestres.                                                         |
| 23mm ZSU-23-4 Shilka                                             |         | Unión Soviética        | No disponible | [ 37 ] |
| Sistemas estáticos de misiles tierra-aire                        |         |                        |               | |
| S-125                                                            |         | Unión Soviética        | No disponible | Alcance: 22 km, (Tres centros que protegen la capital Asjabad).                                               |
| S-200                                                            |         | Unión Soviética        | No disponible | Alcance: 300 km, (Dos centros que protegen Turkmenbashi y Mary.                                               |
| Sistemas autopropulsados de misiles tierra-aire                  |         |                        |               | |
| 9K35 Strela-10M                                                  |         | Bielorrusia            | No disponible | Alcance: 5km.                                                                                                 |
| 9K33 Osa                                                         |         | Unión Soviética        | No disponible | Alcance: 15km.                                                                                                |
| FM-90                                                            |         | China                  | No disponible | Alcance: 15km.                                                                                                |
| S-125-2BM                                                        |         | Bielorrusia            | No disponible | Alcance: 22km.                                                                                                |
| Pechora-2M                                                       |         | Rusia                  | No disponible | Alcance: 22km.                                                                                                |
| 2K12 Kub                                                         |         | Unión Soviética        | No disponible | Alcance: 25km.                                                                                                |
| KS-1A                                                            |         | China                  | No disponible | Alcance: 50km.                                                                                                |
| 2K11 Krug                                                        |         | Unión Soviética        | No disponible | Alcance: 55km.                                                                                                |
| FD-2000                                                          |         | China                  | No disponible | Alcance: 125km.                                                                                               |
| Sistemas electrónicos de guerra                                  |         |                        |               | |
| Rohde & Schwarz EW System                                        |         | Alemania               | No disponible | [ 37 ] |
| Radares                                                          |         |                        |               | |
| P-14 'Tall King'                                                 |         | Unión Soviética        | No disponible | [ 37 ] |
| P-18 'Spoon Rest D'                                              |         | Unión Soviética        | No disponible | [ 37 ] |
| P-35/37 'Bar Lock'                                               |         | Unión Soviética        | No disponible | [ 37 ] |
| P-80 'Back Net'                                                  |         | Unión Soviética        | No disponible | [ 37 ] |
| PRV-11 'Side Net'                                                |         | Unión Soviética        | No disponible | [ 37 ] |
| 36D6 'Tin Shield'                                                |         | Unión Soviética        | No disponible | [ 37 ] |
| SNR-125 'Low Blow'                                               |         | Unión Soviética        | No disponible | Para S-125.                                                                                                   |
| SNR-125-2BM                                                      |         | Bielorrusia            | No disponible | Para S-125-2BM ''PF 50 Alebarda''.                                                                            |
| SNR-125-2M                                                       |         | Rusia                  | No disponible | Para Pechora-2M, (Aún no se ha visto).                                                                        |
| 5N62 'Square Pair'                                               |         | Unión Soviética        | No disponible | Para S-200.                                                                                                   |
| 1S32 'Pat Hand'                                                  |         | Unión Soviética        | No disponible | Para 2K11 Krug.                                                                                               |
| SURN 1S91                                                        |         | Unión Soviética        | No disponible | Para 2K12 Kub.                                                                                                |
| Kolchuga                                                         |         | Ucrania                | No disponible | [ 37 ] |
| YLC-2V                                                           |         | China                  | No disponible | Para FD-2000.                                                                                                 |
| HKJM2                                                            |         | China                  | No disponible | Para FD-2000.                                                                                                 |
| HT-233                                                           |         | China                  | No disponible | Para FD-2000, (Aún no se ha visto).                                                                           |
| H-200                                                            |         | China                  | No disponible | Para KS-1A, (Aún no se ha visto).                                                                             |
| YLC-18                                                           |         | China                  | No disponible | [ 37 ] |
| DWL-002                                                          |         | China                  | No disponible | [ 37 ] |
| TS-504                                                           |         | China                  | No disponible | [ 37 ] |
| Vehículos aéreos no tripulados de vigilancia                     |         |                        |               | |
| Orbitador de Defensa Aeronáutica 2B                              |         | Israel                 | No disponible | [ 37 ] |
| Elbit Skylark                                                    |         | Israel                 | No disponible | Utilizado junto con un sistema de colocación rápida de minas en tierra.                                       |
| Selex ES Falco XN                                                |         | Italia                 | No disponible | [ 37 ] |
| Busel M                                                          |         | Bielorrusia            | No disponible | [ 37 ] |
| Busel M40                                                        |         | Bielorrusia            | No disponible | Licencia de producción en Turkmenistán.                                                                       |
| Boeing Insitu ScanEagle 2                                        |         | Estados Unidos         | No disponible | [ 37 ] |
| Vehículos aéreos de combate no tripulados                        |         |                        |               | |
| CASC Rainbow CH-3A                                               |         | China                  | No disponible | Armado con dos AR-1 AGM.                                                                                      |
| WJ-600A/D                                                        |         | China                  | No disponible | Armado con dos AGM CM-502KG.                                                                                  |
| Bayraktar TB2                                                    |         | Turquía                | No disponible | Armado con cuatro PGM MAM-C o MAM-L (con un alcance de más de 15 km).                                         |
| Busel MB2                                                        |         | Bielorrusia            | No disponible | Armado con granadas F1 y pequeñas bombas PTAB-2.5 y PFAB-05, aunque producidas bajo licencia en Turkmenistán. |
| Loitering Munitions                                              |         |                        |               | |
| SkyStriker                                                       |         | Israel                 | No disponible | [ 37 ] |
| Busel MB1                                                        |         | Bielorrusia            | No disponible | Documentado por algunas fuentes, aún no visto.                                                                |
| Vertical Take-Off And Landing Unmanned Aerial Vehicles           |         |                        |               | |
| DJI Phantom 4                                                    |         | China                  | No disponible | [ 37 ] |
| MD4-1000                                                         |         | Alemania               | No disponible | [ 37 ] |
| Target Drones                                                    |         |                        |               | |
| La-17                                                            |         | Unión Soviética        | No disponible | Se cree que ha sido retirado del servicio.                                                                    |
| ASN-9 ''Ba-9''                                                   |         | China                  | No disponible | [ 37 ] |
| S300                                                             |         | China                  | No disponible | [ 37 ] |

## Personal

### Formación militar
El Instituto Militar del Ministerio de Defensa de Turkmenistán y la Academia Militar de Turkmenistán, fundadas en 1993 y 2007 respectivamente, son las academias militares de mayor antigüedad de su clase en Turkmenistán. Otras academias militares son la Academia de Policía de Turkmenistán, el Instituto de Seguridad Nacional de Turkmenistán y el Instituto Naval de Turkmenistán. Los guardias fronterizos se forman en institutos especiales de universidades militares.

### Distinciones al mérito
- Medalla "Edermenlik"[39]
- Medalla "Por un servicio impecable a la Patria"
- Medalla "Turkmen Edermen"
- Coraza "Valiente guardia fronterizo"[40]
- Medalla "Myalikguly Berdymuhamedov"[41]

### Uniformes

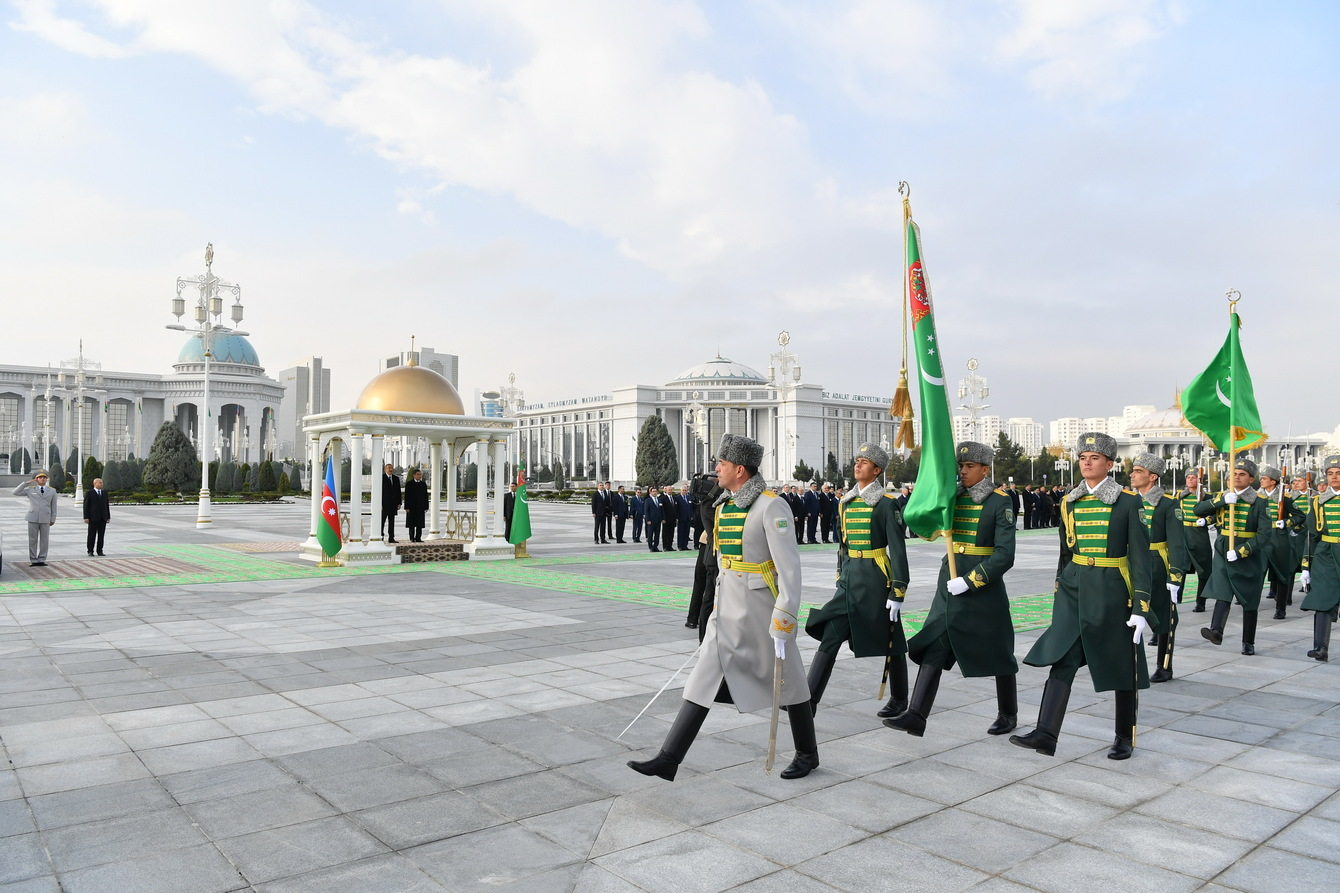
Guardias de honor turcomanos con uniforme de invierno.

Los uniformes militares se cosen en las siguientes fábricas del Ministerio de Industria Textil por encargo del Ministerio de Defensa de Turkmenistán:
- Complejo textil Ruhabat
- Complejo textil de Geokdepe
- Complejo textil Turkmenbashi
- Asociación de Producción de Costura Ahal
- Complejo textil Bayramali
- Empresa conjunta Turkmen-Kalkan

Los tejidos de semilana que no se producen en Turkmenistán se suministran a través de la Empresa de Comercio Exterior Turkmendokma del Ministerio de Industria Textil.

### Reclutamiento
El servicio en las fuerzas armadas es obligatorio para todos los varones menores de 27 años. El ministro de Defensa, Dangatar Kopekov, declaró en 1992 que se había redactado una ley según la cual los que eludieran el servicio se enfrentarían a "medidas muy severas, incluida la responsabilidad penal". A pesar de ello, la deserción es desenfrenada, con una tasa del 20% en 1994. En muchas unidades militares, a menudo se ha aceptado que los comandantes extorsionen a los reclutas para que se desmovilicen pronto.
Se han denunciado casos de malos tratos a reclutas del ejército en acto de servicio y de novatadas.

### Mujeres en el Ejército Nacional
Las mujeres menores de 21 años que hayan cursado estudios secundarios y se hayan presentado voluntarias al servicio militar pueden acceder a estudios superiores en el instituto militar. En 2016, la teniente primero Jahan Yazmuhammedova se convirtió en la primera mujer paracaidista de las Fuerzas Armadas, sirviendo en el 152.º Batallón Independiente de Asalto Aéreo.   en 2019 fue el primer desfile en el que participaron mujeres hermanas (las capitanas Shirin y Aknabat Velikurbanov) como parte del mismo contingente. El contingente en cuestión estaba liderado por la comandante Nabat Nurgeldyeva, que participaba en su 16.º desfile.